# Ylli
Ylli  è un nome proprio di persona albanese maschile.

## Varianti
- Femminili: Yllka[1]

## Origine e diffusione

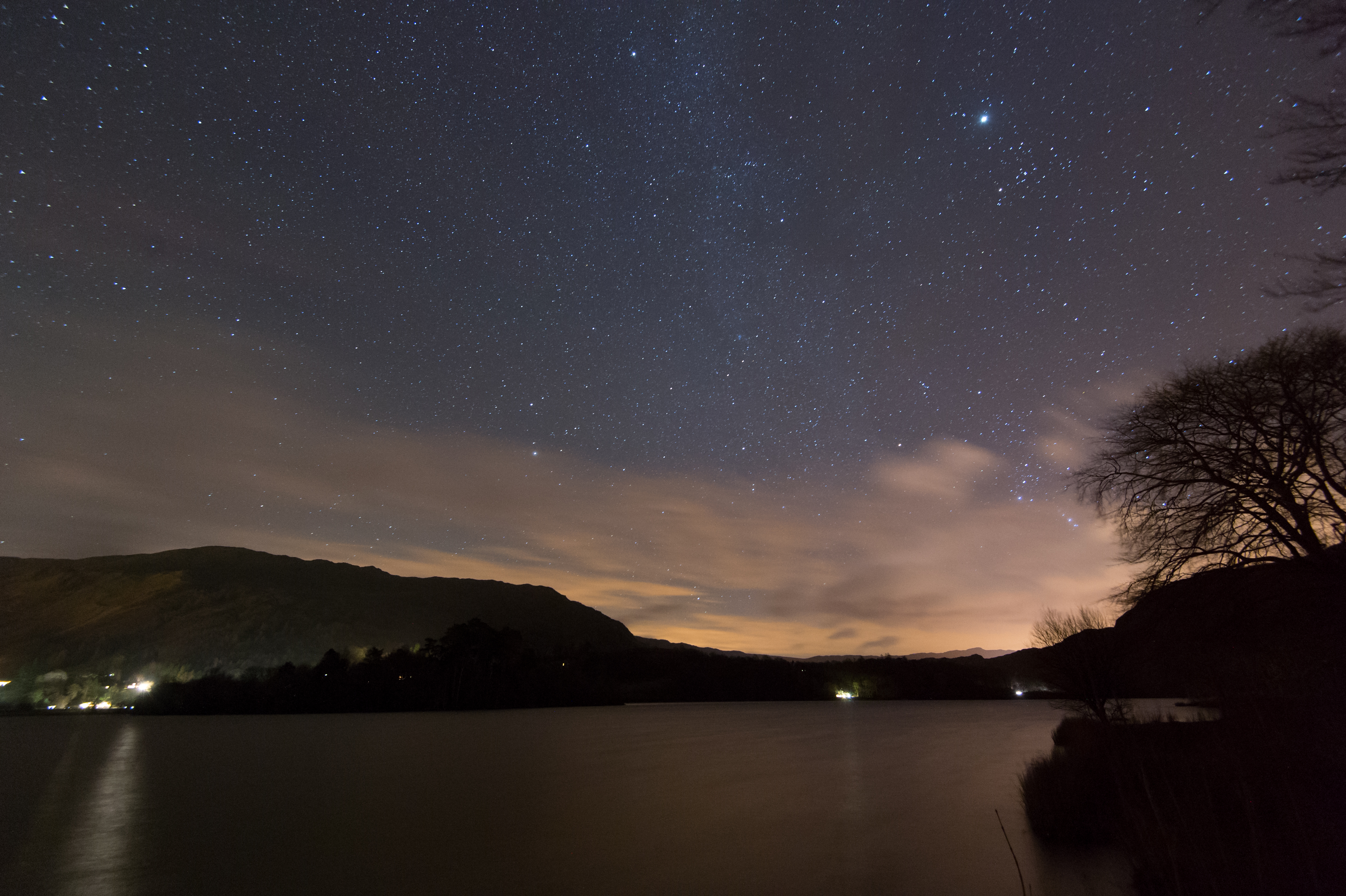
Il cielo stellato sopra il Lake District (Inghilterra)

È basato sul termine albanese yll, che vuol dire "stella"; è quindi analogo per significato ai nomi Stella, Ester, Csilla, Citlalli, Najm, Astro, Hoshi e Tara.

## Onomastico
Il nome non è portato da alcun santo, quindi è adespota, e l'onomastico ricade il 1º novembre in occasione di Ognissanti.

## Persone
- Ylli Bufi, politico albanese
- Ylli Sallahi, calciatore austriaco
- Ylli Shameti, calciatore albanese
- Ylli Shehu, calciatore e allenatore di calcio albanese